# Station Jurata
Station Jurata is een spoorwegstation in de Poolse plaats Jurata.